# Strada europea E578
La strada europea E578 è una strada europea che collega Sărățel a Chichiș. Come si evince dalla numerazione, si tratta di una strada di classe B posta nell'area delimitata a nord dalla E50, a sud dalla E60, ad ovest dalla E75 e ad est dalla E85.

## Percorso
La E578 è definita con i seguenti capisaldi di itinerario: "Sărățel - Reghin - Toplița - Gheorgheni - Miercurea Ciuc - Sfântu Gheorghe - Chichiș".